# Тхагушев, Исмаил Халалович
Исмаил Халалович Тхагушев (17.03.1920—15.11.1943) — Герой Советского Союза. Командир стрелковой роты 89-го стрелкового полка 23-й стрелковой дивизии 47-й армии Воронежского фронта, лейтенант.

## Биография
Исмаил Халалович Тхагушев родился 17 марта 1920 года в ауле Малое Псеушхо Кубанской области (ныне —Туапсинский район, Краснодарский край) в семье крестьянина. Адыг (черкес).
Окончил 8 классов, курсы бухгалтеров и в 1939 году — педагогический техникум. Работал бухгалтером в колхозе.
В армии с октября 1940 года. На фронте в Великую Отечественную войну с 3 января 1942 года. В июле 1942 года окончил курсы младших лейтенантов СКВО. Воевал солдатом, командиром миномётного взвода, стрелковой роты Юго-Западный фронт, Южный фронт, Северо-Кавказский фронт, Воронежский фронт, и 1-й Украинский фронт.

## Подвиг
Командир стрелковой роты 89-го стрелкового полка 23-й стрелковой дивизии 47-й армии Воронежского фронта, лейтенант Тхагушев Исмаил Халалович первым в полку 25 сентября 1943 года переправился через Днепр у села Студенец (Каневский район Черкасская область). Рота заняла позицию на господствующей высоте, обеспечила успешную переправу подразделений полка. 2 октября 1943 года рота отразила ожесточённые контратаки противника, нанеся ему значительный урон в живой силе и технике.
Звание Герой Советского Союза присвоено 25 октября 1943 года.
Погиб в бою 15 ноября 1943 года под Житомиром. Похоронен в селе Лещин (Житомирский район, Украина).

## Награды
- Медаль «Золотая Звезда»[2];
- орден Ленина;
- орден Красной Звезды.

## Память
- Имя Героя высечено золотыми буквами в зале Славы Центрального музея Великой Отечественной войны в Парке Победы города Москвы
- На могиле установлен надгробный памятник.
- В ауле Малое Псеушхо установлена мемориальная доска.
- Именем Героя названа улица в ауле Малое Псеушхо .
- Имя Героя носит 12-я школа села Георгиевское, на здании которого установлена мемориальная доска.